# Otis (Massachusetts)
Pour les articles homonymes, voir Otis.
la ville d’Otis est située dans le comté de Berkshire, dans l’État du Massachusetts, aux États-Unis. Sa population s’élevait à 1 612 habitants lors du recensement de 2010.

## Source de la traduction
- (en) Cet article est partiellement ou en totalité issu de l’article de Wikipédia en anglais intitulé « Otis, Massachusetts » (voir la liste des auteurs).